# IMARS
L'International Maillard Reaction Society (IMARS) è un'organizzazione internazionale senza fini di lucro fondata nel 2005 e che raggruppa ricercatori, accademici, medici, studenti, interessati al campo della Reazione di Maillard nel cibo, nella biologia e nella medicina. La Reazione di Maillard è un argomento molto interdisciplinare, in realtà la chimica che porta alla formazione del prodotto di reazione di Maillard si applica agli occhi dei soggetti diabetici e, nello stesso modo, alle patate arrosto. La rete costituita dalla associazione IMARS mira a favorire il trasferimento di conoscenze tra scienziati che operano in campi completamente diversi, scienziati che non si incontrerebbero mai nel corso di riunioni scientifiche convenzionali. La missione fondamentale della associazione è quella di promuovere la ricerca di alta qualità per la Reazione di Maillard.

## Congressi IMARS
IMARS organizza ogni 3 anni un "Simposio Internazionale sulla Reazione di Maillard".
Nel 2012, a 100 anni dal principale lavoro sulla Reazione di Maillard, il Simposio si è tenuto a Nancy, la città di Louis Camille Maillard.